# 米津駅 (三重県)
米津駅（よねづえき）は、かつて三重県津市の近畿日本鉄道伊勢線に存在した駅（廃駅）。

## 概要
実業家の熊沢一衛が主導となって拡大政策を採っていた伊勢電気鉄道が、1929年に本線の津新地駅-新松阪駅間を開業させた際、設けられた中間駅の一つである。
駅は旧安濃郡藤水村に存在した結城神社前駅の南方、至る雲出駅の間に位置する停留所で、毎年春から夏にかけて「たて干し」が行われる（潮干狩りの事を地元では「たてぼし」と呼んでおり、江戸時代初期から津藩主の藤堂高次が「楯干し」と称し浜遊びとして始めたとされているが定かではない）御殿場海岸に最も近い場所にあった。
同社が参宮急行電鉄（参急）に統合されると、参急元来の津線や本線と競合する部田駅（津駅）・大神宮前駅間に関しては、他区間の複線化に充当するため、開業時全線複線から単線になった。
1961年1月22日の伊勢線廃止に伴い、廃駅となった。

## 沿革
- 1930年4月1日 - 津新地 - 新松阪間開業により開設
- 1936年9月15日 - 参宮急行電鉄へ伊勢電気鉄道が合併
- 1941年3月15日 - 大阪電気軌道と参宮急行電鉄が合併、関西急行鉄道となる
- 1944年6月1日 - 関西急行鉄道と南海鉄道が合併、近畿日本鉄道となる
- 1961年1月22日 - 廃止

## 現況
津市藤方にある電装会社と耳鼻咽喉科が向かい合う場所で近鉄道路から津競艇場に向かう交差点の北側に位置する。他の伊勢電気鉄道本線の駅の跡地と同様に片側1車線の近鉄道路の路肩が不自然に広くなっている。

## 隣の駅
近畿日本鉄道
伊勢線
結城神社前駅 - 米津駅　- 雲出駅